# 不要在走廊奔跑！
《不要在走廊奔跑！》 （日语：廊下は走るな!）是AKB48的衍生團體「走廊奔跑隊」（渡り廊下走り隊）的首張專輯，在2010年10月13日時由波麗佳音發售。

## 簡介
- 《不要在走廊奔跑！》是走廊奔跑隊的第一張專輯。收錄曲擷選自該團體首次登場後發行的6張單曲作品中之7首舊作，和5首新曲構成。
- 如果以AKB48的各衍生組合之作品來排序，本專輯是繼Chocolove from AKB48的《Dessert》專輯之後，第2張發售的音樂專輯。
- 分為初回盤A、初回盤B、通常盤三種版本。其中初回盤A與B包除了CD之外，也附贈有DVD，通常盤的包裝中則只有CD本體（相關曲目請參考發售形式）
- 專輯中收錄的《為了麻友》是渡邊麻友的solo曲。

## 收錄曲
收錄曲是全部相同
1. 貓騙
（作詞：秋元康　作曲：熊上雅明　編曲：木之下慶行）
2. 初戀衝刺
（作詞：秋元康　作曲：カイタツヤ　編曲：KnocKout）
3. 完美~呢
（作詞：秋元康　作曲：藤本貴則　編曲：KnocKout）
  - 東京電視台系動畫『FAIRY TAIL』片尾曲
  - 東京電視台『anison+』10月度片尾曲
4. 冒失
（作詞：秋元康　作曲：筑田浩志　編曲：佐久間誠）
5. 青色未來
（作詞：秋元康　作曲：鈴木大輔　編曲：野中“まさ”雄一）
  - 東京電視台系動畫『BLUE DRAGON 天界的七龍』主題曲
6. 鬼臉橋
（作詞：秋元康　作曲：藤本孝則　編曲：安部潤）
7. 骨折羅曼史
（作詞：秋元康　作曲：大西とおる　編曲：平澤敦士）
8. 為了麻友
（作詞：秋元康　作曲：西賢二　編曲：kudoking　歌：渡邊麻友）
9. 抱緊我
（作詞：カシアス島田　作曲：Voice of Mind　編曲：安部潤）
10. 幹勁煙花
（作詞：秋元康　作曲：多田慎也　編曲：fink bro.）
  - 東京電視台系『スキバラ』片尾曲
  - 東京電視台系『ピラメキーノ』4月度片尾曲
11. 柊之通學路
（作詞：秋元康　作曲：ムラマツテツヤ　編曲：浜崎裕司）
12. 青春的旗幟
（作詞：秋元康　作曲：高木洋　編曲：生田真心）

## 發售形式

### 初回盤A
CD
- 請参照收錄曲

DVD
- 床屋物語 （監督：タカハタ秀太　構成：高須光聖）

特典
- 原作收集用卡片（85、86、87）的1種
- 全国握手会活動参加券
- 活動應募専用明信片
- 走廊奔跑隊1st印象DVD「走吧!暑假」連動應募券

### 初回盤B
CD
- 請参照收錄曲

DVD
- ナハナハ・マンデー （監督：タカハタ秀太　構成：高須光聖）

特典
- 原作收集用卡片（88、89、90）的1種
- 全国握手会活動参加券
- 活動應募専用明信片
- 走廊奔跑隊1st印象DVD「走吧!暑假」連動應募券

### 通常盤
CD
- 請参照收錄曲

特典
- 原作收集用卡片（91、92、93、94、95、96）的2種
- 全国握手会活動参加券

（只限於初回生産分部分封入）

## 外部連結
- 走廊奔跑隊 官方網站（页面存档备份，存于）
- 波麗佳音（页面存档备份，存于）